# Macoma dexioptera
Macoma dexioptera är en musselart som beskrevs av Baxter 1977. Macoma dexioptera ingår i släktet Macoma och familjen Tellinidae. Inga underarter finns listade i Catalogue of Life.